# Walenty Dembiński
Walenty Dembiński z Dembiany herbu Rawicz (ur. ok. 1504 roku – zm. 15 października 1584 roku) – kasztelan krakowski w latach 1576–1584, kanclerz wielki koronny w latach 1564–1576, i podskarbi wielki koronny w latach 1561–1564, kasztelan sądecki w latach 1555–1563, kasztelan biecki w latach 1550–1555, burgrabia krakowski w latach 1549–1559, pisarz ziemski krakowski w 1544 roku, podstarości krakowski w latach 1539–1544, sędzia grodzki krakowski w latach 1535–1539, referendarz koronny w latach 1544–1551, dworzanin konny Zygmunta II Augusta w latach 1548–1554, starosta lubomelski w latach 1563–1574, starosta czorsztyński w latach 1553–1571, starosta chęciński w latach 1550–1564, starosta warcki w 1576 roku.
Poseł województwa krakowskiego na sejm krakowski 1538/1539 roku, sejm 1540 roku.

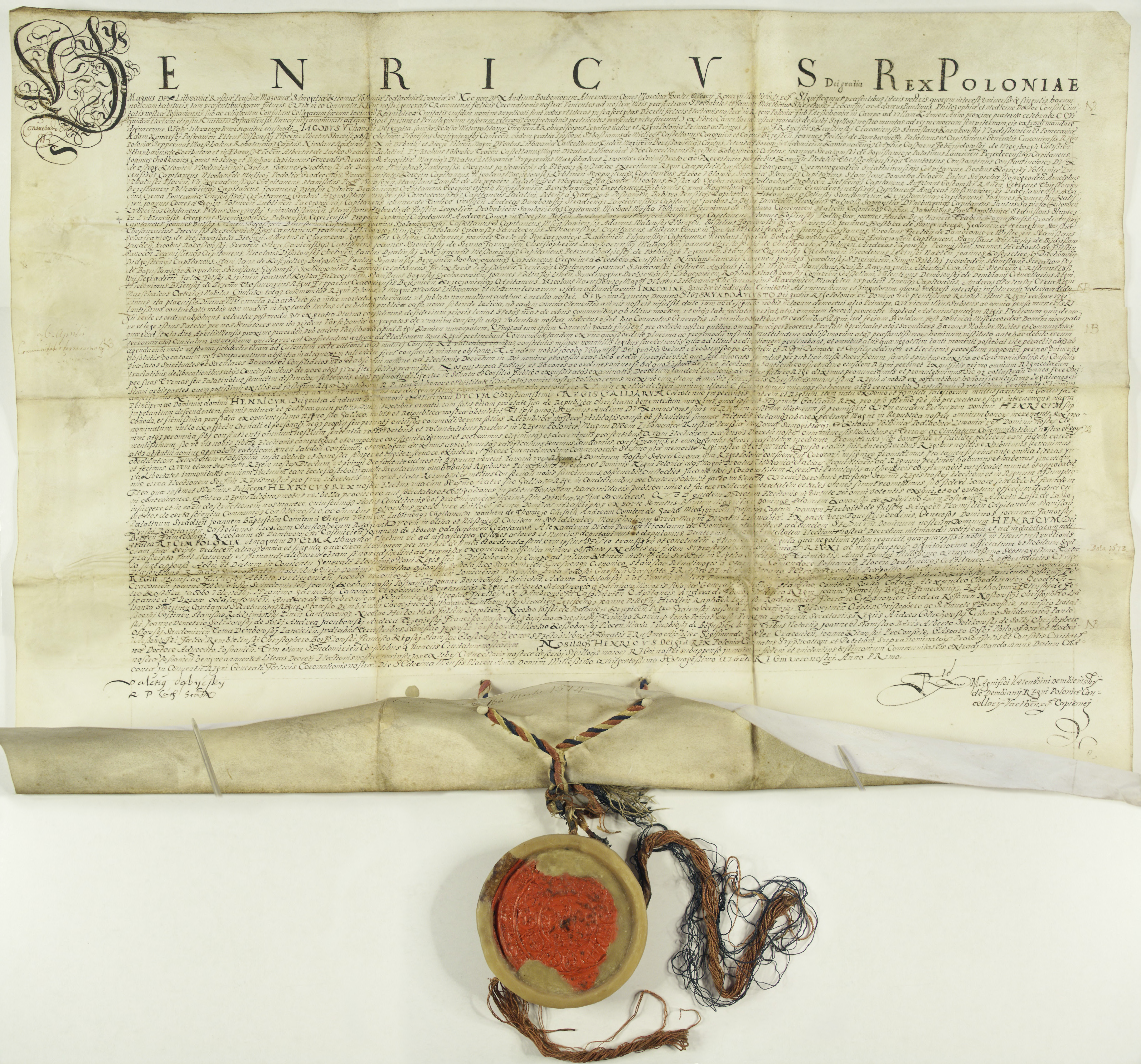
Podpis Walentego Dembińskiego na dokumencie Henryka Walezego, w którym król daje miastu Poznaniowi odpis protokołu swojej elekcji (ze zbiorów Archiwum Państwowego w Poznaniu)

Był jednym z przywódców rokoszu szlacheckiego 1537 roku. Pozwany przed sąd sejmowy jako winny zbrodni obrazy majestatu. W 1544 został referendarzem wielkim koronnym. W 1548 został burgrabią krakowskim. W 1561 został podskarbim wielkim koronnym. Zaprowadził porządek w skarbie. W 1564 został kanclerzem wielkim koronnym. Sędzia sejmowy w 1569 roku. Był sygnatariuszem aktu unii lubelskiej 1569 roku.  W 1573 roku potwierdził elekcję Henryka III Walezego na króla Polski. W 1576 z powodu wieku oddał pieczęć Piotrowi Duninowi Wolskiemu, otrzymując w zamian kasztelanię krakowską.
Walenty Dembiński był trzykrotnie żonaty; z Elżbietą Kuczkowską herbu Jastrzębiec, córką Jakuba Kuczkowskiego; z Krystyną Minocką z Sieciechowic herbu Nowina, córką Stanisława na Rogowie Minockiego; z Barbarą z Bebelna Gosławską herbu Oksza.
Z pierwszej żony pozostawił kasztelan siedmiu synów i pięć córek:
- Zofia, pmo voto za Marcinem Czuryłą herbu Korczak, starostą niepołomickim; sdo voto za Jaroszem z Brzezia na Wodzisławiu Lancokorońskim herbu Zadora.
- Anna za Stanisławem Szafrańcem z Pieskowej Skały herbu Starykoń, wojewodą sandomierskim.
- Krystyna za Andrzejem z Gołuchowa Gołuchowskim herbu Leliwa.
- Elżbieta za Janem Silnickim na Potoku i Siedlcach herbu Doliwa.
- Barbara za Bartłomiejem na Bużenie Bużańskim herbu Poraj, wojskim sieradzkim.
Z drugiej żony miał kasztelan tylko jedną córkę - Katarzynę, małżonkę Andrzeja Reja z Nagłowic herbu Oksza, syna Mikołaja Reja.
Z trzeciej żony miał dwoje dzieci: syna i córkę Urszulę, która poślubiła Stanisława Mińskiego herbu Prus III, podkanclerzego koronnego.
Pochowany w kaplicy biskupa Załuskiego w katedrze na Wawelu.